# Takis Hadjigeorgiou

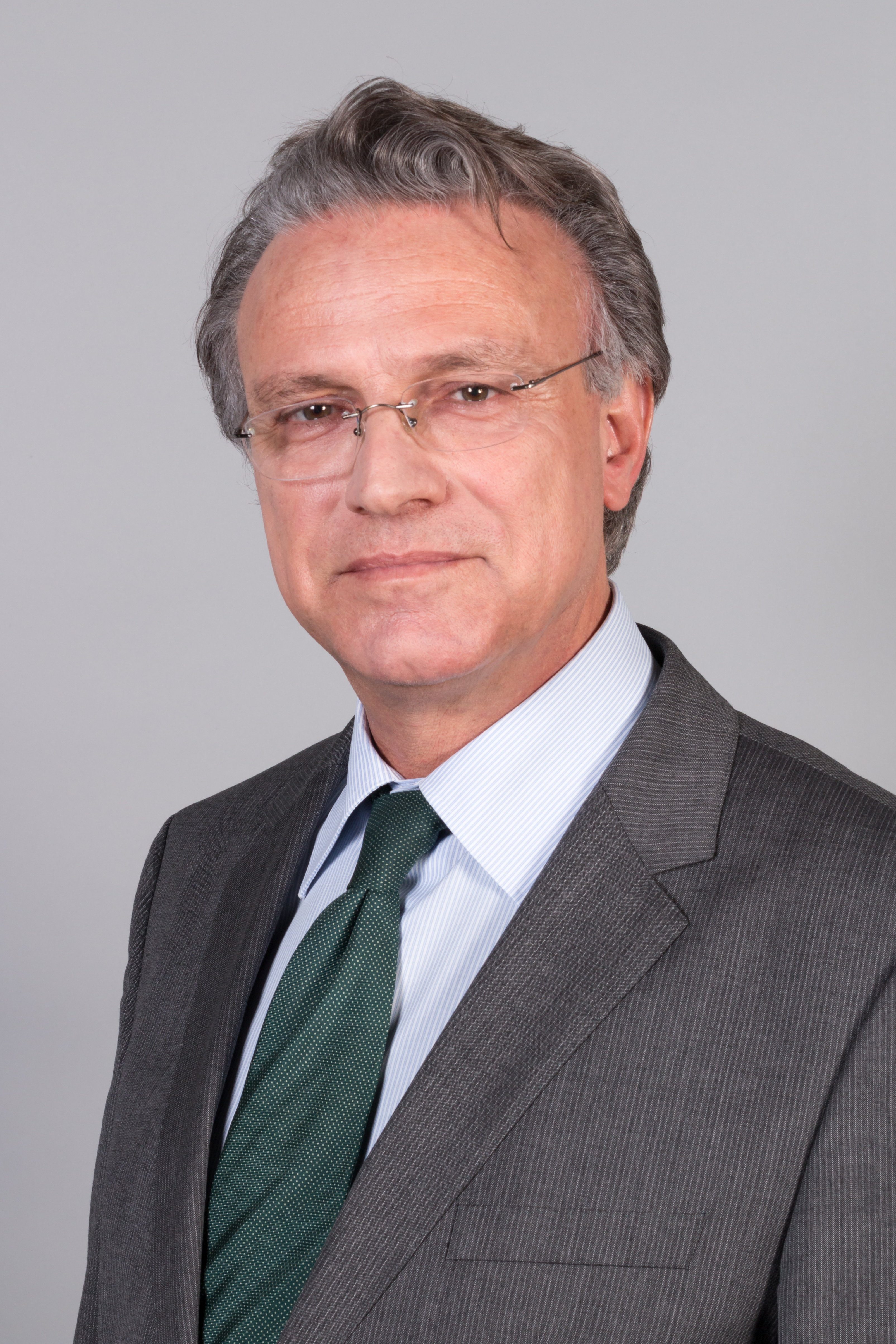
Takis Hadjigeorgiou, 2014

Takis Hadjigeorgiou (griechisch Τάκης Χατζηγεωργίου Takis Chatzigeorgiou, * 11. Dezember 1956 in Pano Akourdaleia, Pafos) ist ein zyprischer Journalist und Politiker der Anorthotiko Komma Ergazomenou Laou.

## Leben
Hadjigeorgiou studierte Rechtswissenschaften und Journalismus an der Nationalen und Kapodistrias-Universität Athen. Nach seinem Studium in Athen kehrte er nach Zypern zurück und war als freiberuflicher Journalist tätig. Im Fernsehsender Cyprus Broadcasting Corporation wurde er in Zypern durch seine Talkshow Ohne Grenzen bekannt. Von 1995 bis 2007 war er für den zyprischen Radiosender Radio Astra 92.8 tätig. Von 1996 bis 2009 war er als Abgeordneter im Repräsentantenhaus von Zypern tätig. 2009 wurde Hadjigeorgiou Abgeordneter im Europäischen Parlament und stellvertretender Vorsitzender für die Fraktion Vereinte Europäische Linke/Nordische Grüne Linke. Er war dort Mitglied im Ausschuss für auswärtige Angelegenheiten, in der Delegation im Gemischten Parlamentarischen Ausschuss EU-Türkei, in der Delegation in den Ausschüssen für parlamentarische Kooperation EU-Armenien, EU-Aserbaidschan und EU-Georgien und in der Delegation in der Parlamentarischen Versammlung EURO-NEST. Nachdem er 2014 sein Mandat verteidigen konnte, schied er nach der Europawahl 2019 aus dem Parlament aus.